# Marie-Louise De Meester
Marie-Louise De Meester (Roeselare, 8 april 1857 – Heverlee, 10 oktober 1928) was een Belgische kloosterzuster. Zij was de stichter van de congregatie van de Zusters Missionarissen van het Onbevlekte Hart van Maria (Zusters van de Jacht).

## Biografie
Marie-Louise De Meester werd in Roeselare geboren als eerste kind van stoffenhandelaar Aloïs De Meester en Pelagie Sioen. Ze volgde middelbare studies in de kostschool van de kanunnikessen van Ieper en het Lyceum van de ursulinen te Doornik. In 1879 trad ze bij de kanunnikessen van Ieper in en kreeg ze de naam ‘dame’ Marie-Louise. Dame is de typische eretitel voor de kanunnikessen. Na haar vorming gaf ze in Ieper les, maar haar roeping lag bij de missies. Het bisdom van Brugge verhinderde de Ieperse zusters om op de vraag van een Vlaamse karmeliet in India in te gaan om daar missiewerk te gaan verrichten. In 1897 vroeg Dame Marie-Louise een exclaustratie of uitstoting uit het klooster aan. Hierdoor bleef ze een non, maar viel ze niet meer onder de verantwoordelijkheid van het klooster, maar van een geestelijke, in dit geval een Indische bisschop.
Marie-Louise De Meester en een medezuster, Germaine De Jonckheere (zuster Marie-Ursule), vestigden zich in Mulagumudu in Zuid-India. Ze leerden er de inlandse taal, een Tamil-dialect, en bouwden er onder meer een school. In 1905 keerde ze naar Roeselare terug en vestigde zich in een huis van haar tante op het huidige Polenplein. Later kreeg ze van haar tante een oude brouwerij in de Meensesteenweg. De Meester vormde die om tot een noviciaat, een basis voor herstellende missionarissen. Nog later kwam er ook een kleine kliniek.
Dit gebouw waar ze met enkele volgelingen woonde, was de start van een nieuwe, internationale congregatie van missiezusters, de Kanunnikessen-Missionarissen van Sint-Augustinus. In 1910 werd er op vraag van de Paters van Scheut een eerste missiepost in de Filipijnen opgericht. In 1914 gingen er ook zusters naar de Caraïben, waar vooral de paters redemptoristen gevestigd waren. Tijdens de Eerste Wereldoorlog verzorgden de achtergebleven zusters in Roeselare de gewonden in het lazaret bij de paters redemptoristen. In 1918 telde het noviciaat 136 zusters, verspreid over drie continenten. Toen het huis in Roeselare verwoest werd, vluchtten de zusters naar Dilbeek. Later namen ze hun intrek in een oud klooster te Leuven. Eind 1920 werden er ook zusters naar Belgisch Congo uitgestuurd en in 1923 naar China.
Door de voortdurende groei en belangstelling werd beslist om een beter gelegen centrale zetel aan de Congregatie te geven. In 1927 werd grond in Heverlee op de wijk ‘De Jacht’ gekocht. Nog hetzelfde jaar werd met de bouw van het Missiehuis gestart. Marie-Louise De Meester overleed voor het Missiehuis afgewerkt werd in 1928. Ze werd in de tuin van het congregatiehuis te Heverlee begraven.

## Nadien
De naam Kanunnikessen van Sint-Augustinus werd in 1963 in Zusters Missionarissen van het Onbevlekt Hart van Maria veranderd, beter gekend als de Zusters Missionarissen van De Jacht. De orde zou overal in de wereld missieposten opbouwen.
Te Roeselare vormt het Heilig-Hartziekenhuis het grootste materiële bewijs van de stichting van de orde in Roeselare door Marie-Louise De Meester. Het ziekenhuis, met bijhorend klooster en het Hoger Instituut voor Verpleegkunde, is de opvolger van het noviciaat dat voor de Eerste Wereldoorlog hier opgericht werd. In 1997 werd de honderdste verjaardag van de orde, de datum waarop de eerste missiepost in India opgericht werd door De Meester, gevierd. Daarop volgend werd het initiatief genomen om in 1999 een standbeeld van De Meester in haar geboortestad op te richten. Het beeld van Geert Vanallemeersch en Isidoor Goddeeris staat bij de Sint-Michielskerk. In 2001 werd het straatje achter de kerk na de heraanleg omgedoopt tot het Marie-Louise De Meesterplein.